# Sukhoy Log
Huyện Sukhoy Log (tiếng Nga: Сухой Лог) là một huyện hành chính tự quản (raion), của Tỉnh Sverdlovsk, Nga. Huyện có diện tích ? km², dân số thời điểm ngày 1 tháng 1 năm 2000 là 36000 người. Trung tâm của huyện đóng ở Sukhoy Log.